# Ацельйо
Ацельйо (італ. Azeglio, п'єм. Asèj) — муніципалітет в Італії, у регіоні П'ємонт,  метрополійне місто Турин.
Ацельйо розташоване на відстані близько 540 км на північний захід від Рима, 50 км на північний схід від Турина.
Населення — 1348 осіб (2014).
Щорічний фестиваль відбувається четвертої неділі серпня. Покровитель — San Deodato.

## Демографія
Населення за роками:

Станом на 1 січня 2023 року в муніципалітеті офіційно проживало 80 іноземців з 15 країн, серед них 60 громадян країн Євросоюзу.

## Сусідні муніципалітети
- Альб'яно-д'Івреа
- Болленго
- Борго-д'Але
- Каравіно
- Палаццо-Канавезе
- Півероне
- Сеттімо-Роттаро
- Вівероне